# Notomys alexis
Il topo saltatore delle spinifex (Notomys alexis  Thomas, 1922) è un roditore della famiglia dei Muridi diffuso in Australia.

## Descrizione
Roditore di piccole dimensioni, con la lunghezza della testa e del corpo tra 95 e 115 mm, la lunghezza della coda tra 120 e 145 mm, la lunghezza del piede tra 30 e 35 mm, la lunghezza delle orecchie tra 22 e 26 mm e un peso fino a 45 g.
Le parti superiori sono fulve o castane, più grigiastre sul muso e tra gli occhi e le orecchie. Numerosi lunghi peli nerastri sono presenti sulla schiena e verso la coda. Le parti ventrali, il dorso delle zampe e le guance sono biancastri. La coda è più lunga della testa e del corpo, scura sopra e priva di pigmento sotto, con un ciuffo terminale di peli argentati. Ci sono 12 anelli di scaglie per centimetro. Entrambi i sessi hanno una piccola sacca golare con una zona centrale di pelle nuda e basse creste carnose posteriormente. Il cariotipo è 2n=48 FN=54.

## Biologia

### Comportamento
È una specie terricola, gregaria e notturna, adattata al salto. Gruppi si rifugiano in sistemi di tane e cunicoli che hanno diverse entrate verticali circolari .

### Alimentazione
Si nutre di semi, parti vegetali e artropodi.

### Riproduzione
La riproduzione avviene quanto le condizioni ambientali sono favorevoli. Le femmine danno alla luce 3-4 piccoli alla volta.

## Distribuzione e habitat
Questa specie è diffusa nelle zone aride e semi-aride dell'Australia occidentale, Territorio del Nord, Australia Meridionale e Queensland occidentale.
Vive in piane sabbiose e dune con copertura di spinifex (Triodia spp.).

## Tassonomia
Sono state riconosciute 3 sottospecie:
- N.a.alexis: Zone aride e semi-aride dell'Australia Occidentale e del Territorio del Nord;
- N.a.everardensis (Finlayson, 1940): Zone aride e semi-aride dell'Australia Meridionale;
- N.a.reginae (Troughton, 1936): Queensland occidentale.

## Conservazione
La IUCN Red List, considerato il vasto areale, la popolazione numerosa, la mancanza di reali minacce e la presenza in diverse aree protette, classifica Notomys alexis come specie a rischio minimo (Least Concern).